# Peter Herda
Peter Herda (* 25. listopadu 1956 Jacovce) je bývalý československý fotbalista. Jeho bratrem je Dušan, také úspěšný bývalý československý fotbalista. Oba pocházejí ze stejné obce na Slovensku jako Ladislav Jurkemik, jak jinak než úspěšný bývalý československý fotbalista.

## Kariéra
Do Slavie přišel v necelých osmnácti letech ze slovenských Topoľčan, hráč pražské Slavie (1974–1983), Slovanu Batislava (1983–1984) a Rudé Hvězdy Cheb (1984–1987). V sezóně 1981–82 se společně s Vízkem z Dukly, stal v dresu Slavie s 15 brankami nejlepším ligovým střelcem. Je členem Klubu ligových kanonýrů (100. gól vstřelil za RH Cheb).
Za československou reprezentaci odehrál pouze jediný zápas, a to přátelský 23. dubna 1986 proti NDR.